# متلازمة الشخص المتيبس
متلازمة الشخص المتيبس هو اضطرابٌ عصبي نادر لأسباب غير معروفة يتميز بالجمود والتيبس التدريجي للمريض.
يصيب التيبس أولا عضلات الجذع مع انقباضات مما يؤدي إلى تشوهات وضعية. الألم المزمن، الإعاقة الحركية والظهر المنحني تعد أعراض شائعة.
تحدث المتلازمة حوالى واحد لكل مليون شخص وتوجد عادة في الأشخاص في منتصف العمر. نسبة ضئيلة من المرضى لديهم أبعاد ورمية مختلفة من الحالة. عادة تلاحظ متغيرات من الحالة مثل متلازمة الطرف المتيبس التي تصيب طرف محدد أولا.
تم التعرف على أول حالة من متلازمة الشخص المتيبس عام 1956، عند رجل يبلغ من العمر 49 سنة، وقد أُطلق عليها آنذاك اسم "متلازمة الرجل المتيبس" لاعتقاد الباحثين في ذلك الحين أن المتلازمة تصيب الرجال فقط، ولكن تبين فيما بعد أن النساء يتعرضنَ أيضًا للإصابة بها، وأن نسبة تعرضهن لها تبلغ الضعف مقارنة بالذكور، وبناء عليه؛ تم تغيير الاسم إلى متلازمة الشخص المتيبس تفاديًا للالتباس.
اقترحت معايير التشخيص في السيتينات وتم تدقيقها بعد عقدين من الزمن. في التسعينات والعقد الأول من القرن الحادي والعشرين أصبح دور الأجسام المضادة في الحالة أكثر وضوحا. فمرضى المتلازمة عامة لديهم أجسام مضادة لغلوتامات نازعة الكربوكسيل، التي نادرا ما تحدث في عموم الناس. بالإضافة إلى اختبارت الدم لغلوتامات نازعة الكربوكسيل، تخطيط كهربائية العضل يمكن أن يساعد في تأكيد وجود الحالة.
أدوية البنزوديازيبينات هي العلاج الأكثر شيوعا، فتستخدم لتخفيف أعراض التيبس. العلاجات الأخرى المشهورة تشمل باكلوفين، حقن وريدي للأجسام المضادة وريتوكسيماب. ويوجد تجارب علاجية محدودة لكنها مشجعة لزراعة نخاع العظم لمرضى المتلازمة.

## العلامات والأعراض
المرضى المصابون بمتلازمة الشخص المتيبس (SPS) يعانون من تصلب تدريجي في عضلاتهم الجذعية، حيث تصبح عضلاتهم صلبة وقاسية لأن عضلات أسفل الظهر والبطن تنخرط في انقباضات ثابتة. في البداية، يحدث التصلب في عضلات البطن القطني والعضلي. يؤثر في وقت لاحق على الساق القريبة وعضلات جدار البطن. تؤدي الصلابة إلى حدوث تغيير في وضعية الجسد، وغالباً ما يحدث فرط تنسج قطني مستمر أثناء تقدمه. يتقلب تصلب العضلات في البداية، في بعض الأحيان لعدة أيام أو أسابيع، لكن في النهاية تبدأ في إعاقة الحركة باستمرار. مع تقدم المرض، يصبح المرضى أحياناً غير قادرين على المشي أو الانحناء. الألم المزمن شائع ويزداد سوءاً بمرور الوقت ولكن يحدث الألم الحاد أيضاً في بعض الأحيان. يؤدي الإجهاد والطقس البارد والالتهابات إلى زيادة الأعراض وتقليل النوم.
يعاني مرضى متلازمة الشخص المتيبس من التشنجات المتراكبة والحساسية الشديدة للمس والصوت. تحدث هذه التشنجات بشكل أساسي في الأطراف القريبة والعضلات المحورية. عادة ما تستمر التشنجات لمدة دقائق ويمكن أن تتكرر على مدار ساعات. لا يمكن التنبؤ بنوبات التشنجات وغالباً ما تحدث بسبب الحركات السريعة أو الضيق العاطفي أو الأصوات أو اللمسات المفاجئة. في حالات نادرة، يمكن أن تتأثر عضلات الوجه واليدين والقدمين والصدر وتحدث حركات العين غير العادية والدوار. هناك ردود أفعال تمدد سريعة ويحدث كلونوس في المرضى. في وقت متأخر من تطور المرض، يمكن أن يحدث رمع عضلي منوم. قد يعاني المرضى أيضاً من عدم انتظام دقات القلب وارتفاع ضغط الدم.
بسبب التشنجات، قد يخشى المرضى على نحو متزايد، ويصبحون بحاجة للمساعدة، ويفقدون القدرة على العمل، مما يؤدي إلى الاكتئاب، والقلق، والرهاب، بما في ذلك الخوف من الأماكن المكشوفة. ورهاب العبور. معظم المرضى يكونوا سليمون نفسياً ويستجيبون بشكل معقول لمواقفهم.
يميل مصابو متلازمة الشخص المتيبس من تأثر الرقبة والذراعين. يتقدم الألم بسرعة كبيرة، ويصبح أكثر إيلاماً، ومن المرجح أن يشمل الألم البعيد أكثر من متلازمة الشخص المتيبس الكلاسيكية. المرضى الذين يعانون من هذا المرض يفتقرون عموماً إلى مشاكل المناعة الذاتية  ولكن قد يعانون من مشاكل أخرى تؤثر على الخلايا.
تتطور متلازمة الأطراف الصلبة وهي أحد أنواع هذه المتلازمة لتصبح متلازمة الشخص المتيبس بشكل كامل حوالي 25 في المئة من الوقت. تقتصر الصلابة والتشنجات عادة على الساقين ولا يحدث فرط التنسج بشكل عام. تبدأ الصلابة في أحد الأطراف وتبقى بارزة هناك. غالباً ما تحدث مشكلات العضلة العاصرة والدماغية مع متلازمة الأطراف الصلبة. يحدث التهاب للدماغ تدريجي مع صلابة، ويشمل أعراض هذه المتلازمة مشاكل في جذع الدماغ والاضطرابات اللاإرادية. في بعض الحالات، يتأثر الجهاز الحوفي كذلك. معظم المرضى يعانون من مشاكل حركية واضطرابات للاإرادية. متلازمة الرجيج SPS هي نوع فرعي آخر من الحالات. تبدأ مثل متلازمة شخص متيبس كلاسيكية [19] وتتقدم لعدة سنوات. ثم تتميز بتطور رمع عضلي ونوبات ورنح في بعض الحالات.

## الأسباب
المرضى الذين يعانون من متلازمة الشخص المتيبس يكون لديهم عادة كميات عالية من تتر الأجسام المضادة عالية من أنزيم ديكاربوكسيلاز حمض الغلوتاميك. حوالي 80 بالمائة من مرضى هذه المتلازمة لديهم أجسام مضادة لمنطقة تورونتو الكبرى، مقارنة بحوالي واحد بالمائة من عامة السكان. الغالبية العظمى من الأشخاص الذين لديهم أجسام مضادة لأنزيم ديكاربوكسيلاز حمض الغلوتاميك لا يصابون بمتلازمة الشخص المتيبس، مما يشير إلى أن التوليف المنهجي للجسم المضاد ليس هو السبب الوحيد للمتلازمة لتوليف المنهجي لأنزيم ديكاربوكسيلاز حمض الغلوتاميك.
يُعتقد أن أنزيم ديكاربوكسيلاز حمض الغلوتاميك المستضد الذاتي قبل المشبكي يلعب دوراً رئيسياً في هذه الحالة، ولكن التفاصيل الدقيقة للطريقة التي تؤثر بها الأجسام المضادة الذاتية على مرضى المتلازمة غير معروفة. لدى معظم المرضى ذوي الأجسام المضادة لحمض الجلوتاميك ديكاربوكسيلاز عالية العيار أيضاً أجسام مضادة تمنع البروتين المرتبط بمستقبلات حمض الغاما أمينوبوتيريك. الأجسام المضادة الذاتية ضد أمفيفسين وغيفرين وتوجد أيضا في بعض الأحيان في المرضى الذين يعانون متلازمة الشخص المتيبس. يبدو أن الأجسام المضادة تتفاعل مع المستضدات في الخلايا العصبية في الدماغ وتشابك الحبل الشوكي، مما تسبب في وجود حصار وظيفي مع حمض الغاما أمينوبتيريك. وهذا يؤدي إلى ضعف في حمض الغاما أمينوبوتيريك، والذي ربما يسبب الصلابة والتشنجات التي تميز المتلازمة. هناك مستويات منخفضة من حمض الغاما أمينوبوتيريك في القشرة الحركية للمرضى.
لا يُعرف سبب حدوث المناعة الذاتية لحمض الجلوتاميك ديكاربوكسيلاز في المرضى، وما إذا كان المريض مؤهلاً لاضطراب المناعة الذاتية العصبية قد تم استجوابه. ومن غير المعروف أيضاً ما إذا كانت هذه الأجسام المضادة مسببة للأمراض. لا يرتبط مقدار التتر للجسم المضاد لحمض الجلوتاميك ديكاربوكسيلاز الموجود لدى مرضى المتلازمة بشدة المرض، مما يشير إلى أن مستويات المعايرة لا تحتاج إلى مراقبتها. لم يثبت أن الأجسام المضادة لأنزيم ديكاربوكسيلاز حمض الغلوتاميك هي السبب الوحيد للإصابة بالمتلازمة، والاحتمال قائم على أنها علامة أو ظاهرة لسبب الشرط. في مرضى المتلازمة، تطلق عصبونات الوحدة الحركية بشكل لا إرادي بطريقة تشبه الانكماش الطبيعي. يحتمل أن تطلق الوحدة الحركية أثناء استراحة المريض، خاصةً في العضلات القاسية. قد يكون سبب إطلاق الخلايا العصبية الحركية الإفراط في الأعطال في الشبكات المثبطة للعمود الفقري والشبكي العلوي الذي يستخدم حمض الغاما أمينوبتيريك. تظهر الإجراءات اللاإرادية تطوعية في عمليات مسح EMG؛ حتى عندما يحاول المريض الاسترخاء، فهناك تقلصات نادرة ومناهضة. في أقلية من المرضى الذين يعانون من المتلازمة، يظهر سرطان الثدي، المبيض، أو سرطان الرئة كشبه عضلي شبه تيبسي. ترتبط هذه السرطانات بالبروتينات المتشابكة أمفيفيسين وجيفرين. متلازمة الشخص المتيبس الخمجي مع الأجسام المضادة للميفيسيسين وسرطان الثدي غدي تميل إلى الحدوث معا. هؤلاء المرضى لا يميلون إلى وجود أجسام مضادة أنزيم ديكاربوكسيلاز حمض الغلوتاميك. وقد ظهر انتقال السلبي للمرض عن طريق الحقن بالبلازما في متلازمة الشخص المتيبس الورمي ولكن ليس متلازمة الشخص المتيبس الكلاسيكية.
هناك دليل على وجود خطر وراثي في هذه المتلازمة. ومستضد الكريات البيض البشرية الدرجة الثانية موضع يجعل المرضى عرضة لهذه الحالة. معظم مرضى المتلازمة لديهم أليل DQB1 * 0201. يرتبط هذا الأليل أيضًا بالنوع الأول من مرض السكري.

## توقعات سير المرض
يعتمد تقدم المتلارمة على ما إذا كان شكلاً نموذجياً أو غير طبيعي للحالة ووجود أمراض مصاحبة. يمكن التعرف المبكر والعلاج العصبي الحد من تقدمه. مريض المتلازمة يستجيب بشكل عام للعلاج، ولكن في الحالة عادة ما تتطور وتستقر بشكل دوري. حتى مع العلاج، تنخفض جودة الحياة عموماً لأن الصلابة تمنع العديد من الأنشطة. يحتاج بعض المرضى إلى أدوات مساعدة للتنقل بسبب خطر السقوط. حوالي 65 بالمائة من مرضى المتلازمة غير قادرين على العمل بشكل مستقل.  حوالي عشرة في المئة من المرضى يحتاجون إلى العناية المركزة في مرحلة ما تحدث الوفاة المفاجئة في نفس العدد تقريباً من المرضى. وعادة ما تحدث هذه الوفيات بسبب الحماض الأيضي أو الأزمة اللا إرادية.

## علم الأوبئة
يقدر معدل انتشار الصحة والصحة النباتية بحوالي واحد لكل مليون. يعيق التشخيص الخاطئ والتشخيص الخاطئ للمعلومات الوبائية عن الحالة وقد يؤدي إلى التقليل من معدل انتشارها. في المملكة المتحدة، تم تحديد 119 حالة بين عامي 2000 و2005.[38] ولا يحدث في الغالب في أي مجموعة عرقية. يتراوح عمر البدء بين 30 و60 عاماً، وغالباً ما يحدث عند الأشخاص في الأربعين من العمر. خمسة إلى عشرة في المئة من المرضى الذين يعانون من متلازمة الشخص المتيبس لديهم البديل الورمي للحالة. في مجموعة واحدة من 127 مريضا، 11 منهم فقط لديهم أعراض ورم خبيث. حوالي 35 في المئة من مرضى المتلازمة يعانون من مرض السكري من النوع الأول.